# Ida de Toggenburg
Ida de Toggenburg (n. c. 1140; f. c. 1226) (también: Idda, Ita, Itha, Itta, Ydda, Judith y Gutta de Fischingen) es venerada como santa, especialmente en Suiza.

## Historia
No hay ningún registro escrito de un culto en el monasterio de Fischingen antes del siglo XV. El primero, en latín, data de 1481 y corre a cargo del humanista Albrecht von Bonstetten, quien escribió varias vitae de santos.
Según la leyenda, Ida era hija de un conde de Kirchberg, cerca de Ulm, y estaba casada con un conde de Toggenburg, Suiza (llamado Heinrich en un documento tan posterior como 1562). Según la leyenda, un cuervo robó el anillo de bodas de Ida, y fue encontrado en su nido por un cazador. Cuando su esposo notó el anillo en la mano del cazador, acusó a Ida de infidelidad. Hizo matar al cazador y echó a Ida por la ventana de su castillo. Sin embargo, debido a su inocencia, Dios la salvó milagrosamente. Más tarde encontrada en su ermita, el error se aclaró, pero Ida quiso seguir dedicando su vida a Dios como ermitaña. Más tarde, su marido arrepentido hizo construir una ermita para ella en Au, cerca del monasterio de Fischingen, donde murió con fama de santidad.
En el siglo XII hubo una mujer llamada Ida, casada con Diethelm von Toggenburg y en segundas nupcias con Gottfried von Marstetten. Se cree que fue la condesa de Homburg y fundadora de la tradición del culto de su santa homónima.
Ida von Toggenburg es representada como una monja, con un cuervo o un ciervo cuyas astas brillan, del que se dice que a menudo la conducía a la iglesia del monasterio. Su onomástica es el 3 de noviembre.
En 1496 se le dedicó una talla monumental en el recién establecido sagrario del monasterio, que en el siglo XVIII incluso reemplazó a la de Nuestra Señora en el sigilo del monasterio. En 1580 se fundó una cofradía de Santa Ida.
El culto de Ida permaneció limitado a Fischingen y sus alrededores hasta 1600, luego se extendió al condado de Kirchberg. Ida es también la santa patrona de la capilla de Bauen am Urnersee, donde Helmi Gasser da cuenta de la existencia de una Sant Itten Capel en 1561 (Thurgauischen Beiträgen, 1981).
En 1704, la leyenda de Ida fue complementada por el abad de Fischingen Franz Troger con fechas establecidas arbitrariamente: año de nacimiento 1156, matrimonio 1179, caída en las rocas 1191, estancia cerca de Fischingen 1218-1226. En 1724 aprobó el Papa Benedicto XIII su culto para toda la diócesis de Constanza. Ella es venerada hasta el día de hoy en el obispado de Basilea como la patrona del ganado fugitivo.
Un poco al sur del monasterio de Fischingen, en la montaña Iddaberg, de 976 metros de altura, en el área del municipio de Kirchberg, hay un santuario de peregrinación, el St. Iddaburg en lo que fuera el castillo de los condes de Toggenburg (966 m).

## Leyendas y recepción
Una leyenda de Ida en alemán (relatada por Bonstetten) se imprimió en las Vidas de Santos publicadas por Sebastian Brant en 1510 (reeditada en 1982 por Williams-Krapp en la “Revista para la Historia del Alto Rin”, págs. 71-80).
Froben Christoph von Zimmer informa en la Zimmerische Chronik (escrita entre 1559 y 1566) de los Condes de Kirchberg e Ita von Dockenburg, de soltera Condesa de Kirchberg. ( vol. 1, p. 346, la leyenda de la página 352).
Los Hermanos Grimm —basados en la mención en la historia suiza de Johannes von Müller— incluyeron un breve texto sobre Ida en sus Sagas Alemanas (número 513 en su recuento más reciente).
La santa es el personaje principal de la novela Ida von Tockenburg de Thomas Bornhauser, que se publicó en Schwäbisch Hall en 1840.
En el siglo XIX aparecieron escritos edificantes sobre Ida, entre ellos Itha, condesa de Toggenburg. Una historia muy hermosa e instructiva del siglo XII contada para todas las personas buenas. Un complemento para Genoveva (Ratisbona 1880).
- Datos: Q427221
- Multimedia: Idda von Toggenburg / Q427221